# Скорынево
Скорынево — село в Бежецком районе Тверской области, входит в состав Лаптихинского сельского поселения. 

## География
Село находится в 6 км на юго-запад от центра поселения деревни Лаптиха и в 18 км на юго-запад от районного центра Бежецка.

## История
В 1802 году в селе была построена каменная Никольская церковь с 3 престолами, метрические книги с 1780 года.
В конце XIX — начале XX века село являлось центром Скорыневской волости Бежецкого уезда Тверской губернии. 
С 1929 года село являлось центром Скорыневского сельсовета Бежецкого района Бежецкого округа Московской области, с 1935 года — в составе Калининской области, с 2005 года — в составе Лаптихинского сельского поселения.

## Население
| 1859 | 1887 | 2008 | 2010 |
| ---- | ---- | ---- | ---- |
| 352  | ↗427 | ↘27  | ↘24  |

## Достопримечательности
В селе расположена недействующая Церковь Николая Чудотворца (1802).